# Boomerang TV (Chile)
Boomerang Televisión Chile es una productora de televisión chilena dependiente de la productora de televisión española Boomerang TV. Fundada en 2015 con el fin de producir contenidos audiovisuales, tanto entretención como ficción para Chile y Latinoamérica.

## Historia
En línea con su expansión internacional, el Grupo Boomerang TV, propiedad de Lagardère Studios, puso en marcha en 2015 su filial en Chile. La compañía tiene el reto de convertirse en una de las productoras de televisión de referencia en el país, siendo puerta de acceso para el grupo al mercado latinoamericano
Siguiendo la filosofía de Grupo Boomerang TV, el objetivo de Boomerang TV Chile es producir tanto entretenimiento como ficción. En el área de entretenimiento, ya cuenta con derechos de importantes formatos internacionales para Chile, así como formatos propios. En ficción, cuenta con la experiencia de los múltiples y exitosos productos del grupo que se han emitido y adaptado en España y otros territorios del mundo.

## Entretención

### Programas adaptados
- Top Chef (2014, coproducida con TVN)
- Pesadilla en la cocina (2016, coproducida con Chilevisión)

## Ficción

### Ficción Original
- Inés del alma mía (2019, coproducida con Chilevisión y TVE)

### Ficción de Boomerang TV emitidas en Chile
- El secreto de Puente Viejo (2014-2016, emitida en TVN)[2]
- El tiempo entre costuras (2015, emitida en TVN)